# Ulica Walerego Wróblewskiego w Łodzi
Ulica gen. Walerego Wróblewskiego w Łodzi (do 1951 roku Kątna). — miejska ulica, przebiegająca od łódzkiego Centrum. przez granicę Politechnicznej z Nowym Rokiciem  następnie przez osiedle Karolew, by zakończyć bieg na łódzkiej Retkini. Początkowo swój bieg kończyła w osadzie Kąty, stąd jej pierwotna nazwa.
Pierwsze wzmianki o ulicy pojawiają się w 1826 roku. Na wytyczonym planie osady Łódki z 1827 roku widnieje jako Kątna, prowadząc wprost do osady Kąty (obecnie to teren po zachodniej stronie Alej Politechniki). 
Zdobyła znaczenie jako ulica graniczna, przy której w miejscu osady Kąty powstał fabryczny kompleks Léona Allarta, składający się z zakładu włókienniczego, magazynów, famuł mieszkalnych i jego własnej willi. W latach 1928–83 funkcjonowała na fragmencie od ulicy Wólczańskiej do Proletariackiej komunikacja tramwajowa, której infrastruktura nadal stanowi charakterystyczny element niewyremontowanej nawierzchni tej ulicy.

## Miejsca historyczne
ul. gen. Walerego Wróblewskiego 3/5 - kompleks włókienniczy, założony początkowo w 1846 roku, znany jako Fabryka Karola Scheiblera "Tivoli", istniejąca w latach 1872-1978.
ul. gen. Walerego Wróblewskiego 18 - kompleks Łódzkich Zakładów Radiowych Fonica, wraz z wieżowcem firmowym (obecnie Biurowiec "Urbanica") i obiektem fabrycznym. 
ul. gen. Walerego Wróblewskiego 21 – dawny kompleks Léona Allarta, w którego skład wchodził zakład włókienniczy (znany później jako Przędzalnia Czesankowa im. Gwardii Ludowej „Polmerino”), magazyny oraz famuły mieszkalne dla robotników, umieszczone przy fabryce, po obu stronach ulicy. Obecnie w miejscu zakładu stoi osiedle mieszkaniowe Nowa Przędzalnia, na którego terenie można znaleźć zachowane dwie hale fabryczne oraz wieżę ciśnień.
ul. gen. Walerego Wróblewskiego 26  – zabytkowa Elektrociepłownia EC-2, działająca w latach 1957–2015.
ul. gen. Walerego Wróblewskiego 38 – willa Léona Allarta, wybudowana w latach 80. XIX wieku, wpisana w 1990 roku do rejestru zabytków. Obecnie obiekt znajduje się w rękach prywatnych, nie jest jednak użytkowany.

## Komunikacja

### Autobusy
Wg stanu z 16 grudnia 2023, ulicą kursują wyłącznie linie autobusowe 72A i 72B w kierunku placu Niepodległości. 

### Tramwaje
Ulica przecina dwie trasy tramwajowe.
W latach 1928–83 na odcinku od ulicy Wólczańskiej do Proletariackiej kursowały tramwaje, pierwotnie kończąc bieg na mijance, w 1958 przebudowanej na trójkąt manewrowy. Odcinek od Wólczańskiej do Politechniki był utrzymywany do 2008 roku, kiedy to oddano do użytku pierwszą nitkę Łódzkiego Tramwaju Regionalnego. Planowane jest przywrócenie torowiska na tym odcinku.